# Mizue Takada
Mizue Takada (* 23. června 1960 Minamikjúšú) je japonská zpěvačka a majitelka sumo stáje.

## Osobní život
Mizue Takada se narodila 23. června 1960 ve městě Ei-čó (dnešní Minamikjúšú). Odtud se odstěhovala po střední škole za kariérou umělkyně. Po ukončení kariéry se vrátila do rodného města a 20. února 2017 byla jmenována velvyslankyní cestovního ruchu.
V únoru 1985 oznámila své zasnoubení se sumo zápasníkem Mucuo Hidakou a obřad se konal na podzim téhož roku. Současně se svatbou oznámila svůj odchod ze zábavního průmyslu, včetně ukončení pěvecké kariéry. Páru se narodily dvě děti. Starší syn Kacunobu se stal hercem a dcera Airi umělkyní.

## Umělecká dráha
Ve svých 16 letech se stala vítězkou televizní talentové show a odstartovala tak svou pěveckou kariéru. Záhy, 25. března 1977, debutovala s písní „Šušizaka“. Fanoušky zaujala svým silným hlasem, který kontrastuje s drobnou postavou (Takada měří 153 cm). Do stejné hudební éry patří Kentaró Šimizu, Jósuke Takawa, Ikue Sakakibara, Jukiko Šimizu, Jumiko Araki a Mijuki Kósaka.
Její první koncert se konal v Ósace na jaře 1978 a záhy vystoupila v Tokiu. Během prvního roku zpívala ve většině japonských významných měst a vystupovala s hostujícími hvězdami, například s Pink Lady. Její písničky se držely na vrcholu hitparád až do 80. let.
Mizue Takada nebyla známá jenom zpěvem, často se objevovala i na televizní obrazovce, ať už jako účastnice show s celebritami, nebo herečka. Zahrála si například v komedii Kakkurakin Daibou! po boku Naoko Ken a se skupinou Šingosanke (Goró Noguči, Hiromi Gó, Hideki Saidžó).
Po svatbě a ukončení umělecké kariéry se stala majitelkou sumo stáje Hanaregoma. Tu spravovala od roku 1987 až do roku 2021, kdy odešla do důchodu. Protože správa stáje úzce souvisela se zápasnickou kariérou jejího manžela, příležitostně se nadále objevovala na televizní obrazovce jako jeho doprovod a v rámci rozhovorů na sumo téma. Občas také hostovala v pořadech s odkazem na vlastní kariéru, jednou se dokonce objevila ve studiu se svou dcerou. Až v roce 2015, tedy po třicetileté pauze, opět zpívala před kamerou.